# André Kolingba
André Kolingba (ur. 12 sierpnia 1936 w Bangi w kolonii Ubangi-Szari, zm. 7 lutego 2010 w Paryżu) – polityk środkowoafrykański. Prezydent Republiki Środkowoafrykańskiej od 1 września 1981 do 22 października 1993.
Przejął władzę w kraju w wyniku zamachu stanu obalając prezydenta Davida Dacko. Zaprowadził rządy dyktatorskie uzależniając kraj od pomocy Francji i innych państw. W 1993 pod presją międzynarodowej opinii publicznej zgodził się na demokratyczne wybory prezydenckie, które przegrał. Nowym prezydentem został Ange-Félix Patassé.
28 maja 2001 przeprowadził nieudany zamach stanu przeciwko Patassé. Po tych wydarzeniach uciekł do Ugandy. Do kraju powrócił na krótko w 2003, by wziąć udział w Narodowej Konferencji Dialogu, podczas której prosił publicznie o przebaczenie nadużyć, jakie miały miejsce za jego rządów. Później wyjechał do Paryża, gdzie miał przejść operację prostaty. Tam zmarł 7 lutego 2010.